# الصراع في جمهورية إفريقيا الوسطى (2013-2014)
اندلع الصراع الداخلي في جمهورية أفريقيا الوسطى في 13 أبريل 2013، عندما تسلمت حكومة الرئيس ميشيل جوتوديا مقاليد الحكم في البلاد. تمثل طرفا الصراع بالتحالف الحكومي السابق لجمهورية أفريقيا الوسطى المشكلة من جماعات سيليكا المقاتلة، المألّفة بصورة كبيرة من الأقلية المسلمة، مقابل تحالف أنتي بالاكا المسيحي بغالبه. يُعتبر الصراع جزءًا من الحرب الأهلية المعتملة في أفريقيا الوسطى منذ العام 2012 حتى الآن. حذرت المنظمات الدولية، بما فيها الأمم المتحدة، من وقوع مجازر محتملة. خوّل قرار مجلس الأمن 2122 بعثة الدعم الدولية إلى أفريقيا الوسطى بقيادتها الأفريقية الانتشار في البلاد، وأسند إلى فرنسا قيادة العمليات بجنود إضافيين يرسَلون لتعزيز قوتها في البلاد. بعد قمة المجموعة الاقتصادية لدول وسط أفريقيا التي حضرها جميع نواب البرلمان، أعلن جوتوديا عن استقالته من منصب الرئيس في 10 يناير 2014. اختار المجلس الوطني الانتقالي محافظ بانغي كاترين سامبا بانزا رئيسة مؤقتة في 20 يناير 2014. عصفت بالبلاد فترة من الفوضى خلال الأيام الأولى من رئاستها شهدت انتقال المواطنين للسكن في أحياء تعرض أهلها للتهجير على أساس ديني، في الوقت الذي أطلقت الأمم المتحدة تحذيراتها من مخاطر وقوع مذابح. تواصلت هجمات تحالف ميليشيات أنتي بالاكا ضد المدنيين المسلمين.

## خلفية الأحداث
نشبت الحرب الأهلية في أفريقيا الوسطى (2004-2007) عبر تمرد اتحاد القوى الديمقراطية من أجل الوحدة في شمال شرق البلاد، بقيادة ميشيل جوتوديا، بعد استيلاء فرانسوا بوزيزيه على السلطة في العام 2003. تفاقم الوضع سريعًا ليتحول إلى صراع كبير خلال العام 2004. خلال هذا الصراع، قاتلت المليشيات المتمردة المنضوية في اتحاد القوى الديمقراطية من أجل الوحدة ضد حكومة جمهورية أفريقيا الوسطى بالتزامن مع عدة مجموعات متمردة منتشرة في أرجاء البلاد، بما فيها مجموعة العمل الوطنية لتحرير أفريقيا الوسطى، ومؤتمر الوطنيين للعدل والسلام، والجيش الشعبي لاستعادة الديمقراطية، والجبهة الديمقراطية لأفريقيا الوسطى. في 13 أبريل 2007، وُقعت اتفاقية سلام بين الحكومة واتحاد القوى الديمقراطية من أجل الوحدة في بيراو. أسفرت المفاوضات اللاحقة عن التوصل إلى اتفاقية صلح في العام 2008، وحكومة وحدة، وانتخابات وطنية في العام 2009 وانتخابات برلمانية ورئاسية في العام 2010. تشكلت حكومة الوحدة الوليدة في يناير 2009.
في العام 2012، نشب صراع تحالف سيليكا ضد حكومة فرانسوا بوزيزيه. رغم التوقف المتقطع للأعمال القتالية، فقد سيطرت الميليشيات على العاصمة بانغي، وفرّ بوزيزيه من البلاد. أشرفت المجموعة الاقتصادية لدول وسط أفريقيا على إنجاز اتفاقية تؤسس لجمعية انتقالية، هي المجلس الوطني الانتقالي؛ واختار هذا المجلس فيما بعد ميشيل جوتوديا ليقود البلاد إلى مرحلة الانتخابات.

### العسكرة
مع الإطاحة بحكومة بوزيزيه، ظهر جليّا تخلخل سلطة الدولة بسبب «انعدام الأمن» الناجم عن انتشار المجموعات المسلحة. رغم أن مؤسسات الدولة قد اتسمت بالضعف وفقًا للمعايير الغربية، فقد تفككت بعد تعرض معظم بنية البلاد التحتية الإدارية والجنائية والقضائية للنهب والتدمير. فشلت قيادة سيليكا في فرض سيطرتها النافذة على مختلف القوى المسلحة المنخرطة ضمن تحالفها، وهكذا، رغم حلها في 13 سبتمبر، ما تزال قواتها السابقة قادرة على الاستمرار. علاوة على ذلك، ترك القتال الدائر بين المجموعات المسلحة المختلفة أثره على معظم أنحاء البلاد. يعَد ظهور مليشيات معارضة لسيليكا مما زاد في خطر العسكرة، أما على جانب سيليكا، فقد أسهمت مشاركة أعداد كبيرة من المقاتلين من تشاد ودارفور والسودان في صفوفها أسهمت في تزايد خطر حركة الجماعات المسلحة والأسلحة الخفيفة عبر الحدود.

## القتال
اندلع القتال في طول البلاد وعرضها منذ استلام الحكومة الجديدة للسلطة، وسبب أزمة في القانون والنظام وشهد حدوث أعمال عنف، منها العنف الجنسي. يُضاف إلى ذلك نشوب أعمال قتال ذات طابع عرقي وديني بين المجتمعات المسلمة والمسيحية. وثمة مخاوف من اتخاذ الإسلامويين البلاد ملجأ، بمن فيهم جماعة بوكو حرام الموجودة أصلًا في كاميرون المجاورة.
يُعزى العنف المتزايد بغالبه إلى الهجمات الانتقامية على المدنيين التي شنتها ميليشيات سيليكا ذات الغالبية المسلمة والميليشيات المسيحية المسماة «أنتي بالاكا»، التي تعني «مكافحة المنجل» أو «مكافحة السيف». أضافت المطالبات بالأحقية في الأراضي بُعدًا إضافيًا إلى الاضطرابات القائمة، نظرًا إلى اختلاف أنماط الحياة بين العديد من المسيحيين الذين كانوا مستقرين في الحواضر، والعديد من المسلمين الذين كانوا من الرحّل.
وفقًا لمنظمة هيومان رايتس ووتش، قتل رجال سيليكا المسلحون 40 مدنيًا على أقل تقدير، ودمروا عمدًا 34 قرية أو بلدة من 11 فبراير حتى 2 يونيو 2013. ذكر شهود عيان أن المهاجمين كانوا يرتدون زي مقاتلي سيليكا الرسمي، وأحيانًا بالتعاون مع مسلحي امبارارا –وهم مربّو ماشية يتنقلون بقطعانهم بين تشاد وجمهورية أفريقيا الوسطى– الذين تحركوا على ظهور الأحصنة والدراجات النارية. فتحت جماعة سيليكا النيران على المدنيين، وخصوصًا خلال فرارهم.
في أغسطس 2013، حذر مجلس الأمن من كون جمهورية أفريقيا الوسطى «تشكل خطرًا» للاستقرار الإقليمي، بعد سيطرة المتمردين في مارس، ومن حالة «الغياب التام للقانون والنظام». فرّ أكثر من 200.000 مواطن من بيوتهم، ويعيش العديد منهم ظروفًا قاسية في الأحراش، وفقًا لما ذكرته فاليري أموس منسقة الشؤون الإنسانية في الأمم المتحدة التي زارت البلاد. إضافة إلى ذلك، فقد ذكر الناطق باسم منظمة أنقذوا الأطفال مارك كاي أن نظام الرعاية الصحية في البلاد قد انهار بعد تعرضه للنهب: «تعرضت جميع الصيدليات للهجوم. لا توجد أدوية، ولا عقاقير، وسُرقت المعدات الطبية. في المشافي التي زرتها حتى الفرشات قد سُرقت».
في أغسطس 2013، أخبر الرئيس المعزول فروانسوا بوزيزيه الإعلام الفرنسي عن نيته العودة إلى السلطة مجددًا وطرد المتمردين، وأنه قد أسس جبهة استعادة النظام الدستوري في جمهورية أفريقيا الوسطى، وهي مجموعة تصبو إلى لفت أنظار العالم إلى أعمال جماعة سيليكا وجرائمها المبلَغ عنها.

### حلّ جماعة سيليكا وبدء الأعمال القتالية
في سبتمبر 2013، أعلن ميشيل جوتوديا عن حلّ سيليكا، ولكن معظم المليشيات المنضوية تحتها رفضت الرضوخ للأمر. ثمة تقارير عن وقوع أعمال اغتصاب، وقتل، ونهب واسعة النطاق فضلًا عن تدمير الميليشيات للقرى والأنظمة الإدارية. أفادت التقارير عن حدوث «قتال عنيف» بين جماعات مسلحة مجهولة في مدن بوسيمبيلي وبوسانغوا وما حولهما في منتصف سبتمبر من العام 2003. هُجّر ما يقارب 400.000 مواطن، واستقر غالبهم في الأحراش، وفر 68.000 إلى البلدان المجاورة. يُذكر انتشار أعمال القتل والنهب بالتزامن مع تفشي الفوضى العارمة.